# Bespopovcy
I Bespopovcy (Russo: беспоповцы, "i senza preti") rappresentano una delle due maggiori confessioni dei Vecchi Credenti. A differenza dei Popovcy e degli aderenti alla Chiesa ortodossa russa, sono senza gerarchie ecclesiastiche e respingono molti riti liturgici, quali, ad esempio, l'eucaristia. Sono divisi in un considerevole numero di branche, tra cui le storicamente più importanti sono state quelle dei Pomorcy, Fedoseevcy, Filippovcy, Begunj ("Vagabondi") e Nevotci.